# Liste des plaines de Mars
Ceci est une liste des plaines de Mars. Ces éléments sont nommés d'après les formations d'albédo classiques en accord avec les règles de nomenclature planétaire de l’Union astronomique internationale (UAI). Les plaines sont appelées « planitia » ou « planum » selon leur hauteur. Les plus petites prennent le nom de « palus ».

## Planitiae
Planitia (au pluriel planitiae) signifie « plaine » en latin. Il s'agit du terme descripteur de l'UAI pour les plaines de basse altitude.
| Nom               | Latitude | Longitude | Diamètre (km) |
| ----------------- | -------- | --------- | ------------- |
| Acidalia Planitia | 46,68 N  | 338,0 E   | 2300          |
| Amazonis Planitia | 24,75 N  | 196,0 E   | 2800          |
| Arcadia Planitia  | 46,68 N  | 192,0 E   | 2200          |
| Argyre Planitia   | 49,68 S  | 316,0 E   | 800           |
| Chryse Planitia   | 26,74 N  | 320,0 E   | 1700          |
| Elysium Planitia  | 1,98 N   | 155,0 E   | 3000          |
| Eridania Planitia | 32,69 S  | 133,0 E   | 1025          |
| Hellas Planitia   | 42,68 S  | 70,0 E    | 2200          |
| Isidis Planitia   | 12,86 N  | 87,0 E    | 1200          |
| Utopia Planitia   | 49,68 N  | 118,0 E   | 1200          |

## Plana
Planum (au pluriel plana) signifie « plateau » en latin. Il s'agit du terme descripteur de l'UAI pour les plateaux et les plaines aux altitudes élevées.
| Nom                 | Latitude | Longitude | Diamètre (km) |
| ------------------- | -------- | --------- | ------------- |
| Aeolis Planum       | 0,79 S   | 145,0 E   | 820           |
| Amenthes Planum     | 3,16 N   | 105,7 E   | 960           |
| Aonia Planum        | 57,71 S  | 281,0 E   | 650           |
| Argentea Planum     | 69,79 S  | 292,0 E   | 1750          |
| Ascuris Planum      | 40,38 N  | 279,2 E   | 500           |
| Aurorae Planum      | 10,38 S  | 310,8 E   | 600           |
| Bosporos Planum     | 34,2 S   | 295,1 E   | 700           |
| Daedalia Planum     | 21,78 S  | 232,0 E   | 1800          |
| Hesperia Planum     | 22,27 S  | 110,0 E   | 1700          |
| Icaria Planum       | 43,18 S  | 253,5 E   | 650           |
| Lucus Planum        | 3,96 S   | 182,0 E   | 864           |
| Lunae Planum        | 10,38 N  | 294,0 E   | 1800          |
| Malea Planum        | 64,75 S  | 65,0 E    | 900           |
| Meridiani Planum    | 0,2 N    | 357,5 E   | 1100          |
| Nepenthes Planum    | 12,46 N  | 113,4 E   | 1660          |
| Oenotria Plana      | 8 S      | 76 E      | 925           |
| Olympia Planum      | 81,91 N  | 195,0 E   | 1000          |
| Ophir Planum        | 8,7 S    | 302,5 E   | 650           |
| Parva Planum        | 75,85 S  | 257,0 E   | 750           |
| Planum Angustum     | 79,69 S  | 276,5 E   | 200           |
| Planum Australe     | 83,93 S  | 160,0 E   | 1450          |
| Planum Boreum       | 87,98 N  | 15,0 E    | 1100          |
| Planum Chronium     | 59,72 S  | 140,0 E   | 550           |
| Promethei Planum    | 78,88 S  | 90,0 E    | 850           |
| Sinai Planum        | 13,35 S  | 272,0 E   | 900           |
| Sisyphi Planum      | 69,79 S  | 5,0 E     | 1100          |
| Solis Planum        | 25,25 S  | 273,5 E   | 1700          |
| Syria Planum        | 13,06 S  | 256,1 E   | 740           |
| Syrtis Major Planum | 8,41 N   | 69,5 E    | 1350          |
| Thaumasia Planum    | 24,45 S  | 295,7 E   | 650           |
| Zephyria Planum     | 0,99 S   | 153,1 E   | 550           |

## Paludes
Palus (au pluriel paludes) signifie « marais » en latin. Il s'agit du terme descripteur de l'UAI pour les petites plaines.
| Nom            | Latitude | Longitude | Diamètre (km) |
| -------------- | -------- | --------- | ------------- |
| Aeolis Palus   | 4,47 S   | 137,42 E  | 111,63        |
| Cerberus Palus | 5,78 N   | 148,15 E  | 466,68        |